# سیارک ۱۶۸۷

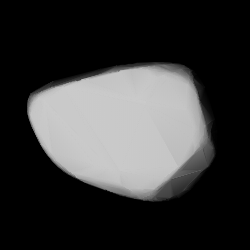
مدل شکل محدب سه بعدی گلارونا 1687، محاسبه شده با استفاده از تکنیک های وارونگی منحنی نور.

سیارک ۱۶۸۷ (به انگلیسی: 1687 Glarona، نامگذاری:1965SC) هزار و ششصد و هشتاد و هفتمین سیارک کشف شده‌است که در ۱۹ سپتامبر ۱۹۶۵ کشف شد.
قدر مطلق سیارک برابر ۱۰٫۲۵ است.